# Gros Islet (quận)
Gros Islet là quận mới nhất của đảo quốc Saint Lucia ở Caribe. Quận vốn là một ngôi làng